# Søndre Flint
Søndre Flint är ett grund i Danmark.   Det ligger i Tårnby kommun i Region Hovedstaden, 18 km sydost om Köpenhamn. Søndre Flint ligger vid Flintrännan i Öresund och hade tidigare ett fyrskepp.